# Neon nojimai
Neon nojimai är en spindelart som beskrevs av Ikeda 1995. Neon nojimai ingår i släktet Neon och familjen hoppspindlar. Inga underarter finns listade i Catalogue of Life.